# Кристоферсен, Эрлинг
Э́рлинг Кри́стоферсен (норв. Erling Christophersen, 1898—1994) — норвежский ботаник, географ и дипломат.

## Биография
Родился в Кристиании 17 апреля 1898 года в семье Мадса Виля Кристоферсена и Кристины Швейгор. В 1918 году Кристоферсен поступил в Университет Кристиании, в 1921 году перешёл в Йельский университет, где получил степень доктора философии в 1924 году. В 1924—1925 годах работал в музее им. Бернис Бишоп в Гонолулу.
В 1925 году Эрлинг женился на Диверт Дорис Булль (1899—1993).
С 1925 по 1929 год Кристоферсен работал в ботаническом саду при Университете Осло. На протяжении последующих четырёх лет он вновь работал на Гавайях, преподавал в звании профессора в Гавайском университете. Вернувшись в Осло в 1933 году, Эрлинг Кристоферсен стал куратором ботанического музея.
В 1937—1938 годах Кристоферсен ездил в ботаническую экспедицию на архипелаг Тристан-да-Кунья.
С 1947 во 1951 год Эрлинг Кристоферсен работал культурным атташе в посольстве Норвегии в США.
Скончался 9 ноября 1994 года в возрасте 96 лет.

## Некоторые научные работы
- Christophersen E. Soil reaction and plant distribution in the Sylene national park, Norway (англ.) // Transactions of the Connecticut Academy of Arts and Sciences : journal. — 1925. — Vol. 27. — P. 471—577.
- Christophersen E. Blomster fra fjord og fjell (норв.). — Oslo, 1937. — 111 p.

## Некоторые виды растений, названные в честь Э. Кристоферсена
- Deschampsia christophersenii C.E.Hubb., 1981
- Diospyros christophersenii Fosberg, 1939
- Elaeocarpus christophersenii A.C.Sm., 1953
- Glochidion christophersenii Croizat, 1943 [≡ Phyllanthus christophersenii (Croizat) W.L.Wagner & Lorence, 2011]
- Pelea christophersenii H.St.John, 1944
- Psychotria christophersenii Whistler, 1986
- Syzygium christophersenii Whistler, 1988